# Orlen Liga (2012/2013)
Orlen Liga 2012/2013 – organizowane przez Profesjonalną Ligę Piłki Siatkowej SA (PLPS SA) zmagania najwyższej w hierarchii klasy żeńskich ligowych rozgrywek siatkarskich w Polsce, będących jednocześnie najwyższym szczeblem centralnym (I poziom ligowy). Toczone systemem kołowym z fazą play-off na zakończenie sezonu i przeznaczone dla 10 najlepszych polskich klubów piłki siatkowej. 77. edycja rozgrywek o tytuł Mistrzyń Polski, po raz 8. prowadzona w formie ligi zawodowej.
Od sezonu 2012/2013 każdy klub, by otrzymać licencję na grę w lidze zawodowej, musi zostać przekształcony w spółkę akcyjną i jednocześnie stać się akcjonariuszem Profesjonalnej Ligi Piłki Siatkowej SA.
Od sezonu 2012/2013 rozgrywki ligi zawodowej nosiły nazwę Orlen Liga (od sponsora tytularnego - PKN Orlen).

## System rozgrywek
W fazie zasadniczej 10 zespołów rozgrywa mecze system każdy z każdym, mecz i rewanż. Do fazy play-off przejdzie 8 najlepszych drużyn, gdzie rywalizować będą systemem drabinkowym (ćwierćfinały, półfinały, mecz o 3. miejsce i finał do trzech zwycięstw, a mecze o miejsca 5-8 do dwóch zwycięstw).

## Drużyny uczestniczące
| \| \| Uczestnicy poprzedniej edycji \| \| \| \| --------------------------------------------------------------------------------------------------------------------------------------------------------------------------------- \| ---------------------------------- \| - \| --- \| \| SOP \| Atom Trefl Sopot \| 1 \| LM \| \| MUS \| Bank BPS Muszynianka Fakro Muszyna \| 2 \| LM \| \| DĄB \| Tauron MKS Dąbrowa Górnicza \| 3 \| LM \| \| BIE \| BKS Aluprof Bielsko-Biała \| 4 \| CEV \| \| WRO \| Impel Wrocław \| 5 \| \| \| PIŁ \| PTPS Piła \| 6 \| \| \| BYD \| KS Pałac Bydgoszcz \| 7 \| \| \| ŁÓD \| Budowlani Łódź \| 8 \| \| \| BIA \| AZS Metal-Fach Białystok \| 9 \| PCh \| \| \| Awans z I ligi \| \| \| \| LEG \| Siódemka LTS Legionovia Legionowo \| 1 \| \| \| Oznaczenia: - kolumna pierwsza – skróty nazw drużyn wpisane na mapie (jeśli ta została zamieszczona), - kolumna trzecia – miejsce zajęte przez daną drużynę w poprzednim sezonie. \| \| \| \| | SOPMUSDĄBBIEWROPIŁBYDŁÓDBIALEG Lokalizacja klubów |   |     |
| | Uczestnicy poprzedniej edycji                     |   |     |
| SOP | Atom Trefl Sopot                                  | 1 | LM  |
| MUS | Bank BPS Muszynianka Fakro Muszyna                | 2 | LM  |
| DĄB | Tauron MKS Dąbrowa Górnicza                       | 3 | LM  |
| BIE | BKS Aluprof Bielsko-Biała                         | 4 | CEV |
| WRO | Impel Wrocław                                     | 5 |     |
| PIŁ | PTPS Piła                                         | 6 |     |
| BYD | KS Pałac Bydgoszcz                                | 7 |     |
| ŁÓD | Budowlani Łódź                                    | 8 |     |
| BIA | AZS Metal-Fach Białystok                          | 9 | PCh |
| | Awans z I ligi                                    |   |     |
| LEG | Siódemka LTS Legionovia Legionowo                 | 1 |     |
| Oznaczenia: - kolumna pierwsza – skróty nazw drużyn wpisane na mapie (jeśli ta została zamieszczona), - kolumna trzecia – miejsce zajęte przez daną drużynę w poprzednim sezonie. |                                                   |   |     |

## Rozgrywki

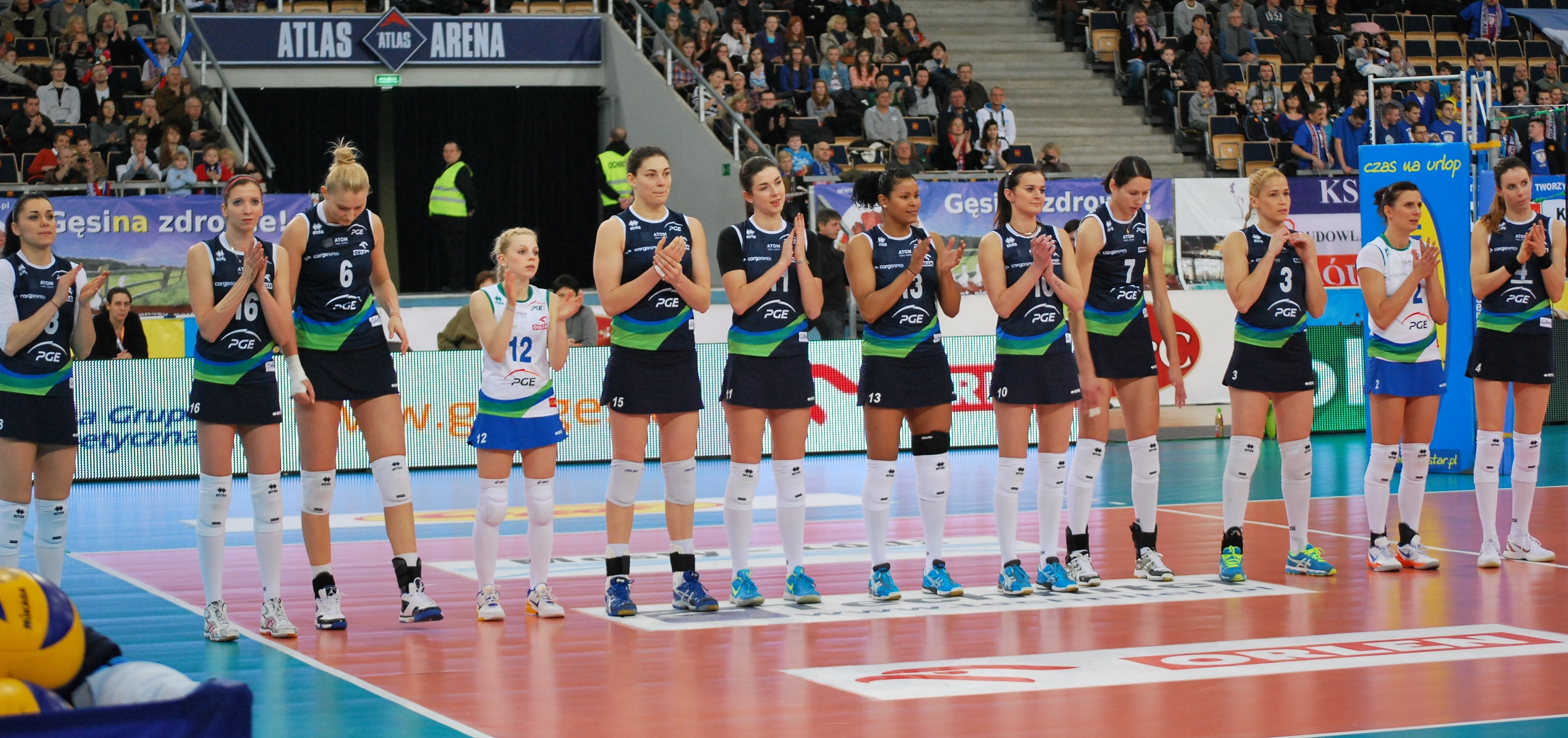
Zawodniczki Atomu Trefl Sopot w sezonie 2012/2013

### Faza zasadnicza

#### Tabela wyników
| Gospodarz \ Gość1           | MUS | DĄB | BIE | SOP | PIŁ | ŁÓD | WRO | BYD | LEG | BIA |
| --------------------------- | --- | --- | --- | --- | --- | --- | --- | --- | --- | --- |
| Muszynianka Fakro Muszyna   | -   | 3:1 | 3:0 | 3:1 | 3:0 | 3:2 | 3:0 | 3:0 | 3:0 | 3:0 |
| Tauron MKS Dąbrowa Górnicza | 1:3 | -   | 1:3 | 3:0 | 3:1 | 3:1 | 3:1 | 3:0 | 3:1 | 3:0 |
| BKS Aluprof Bielsko-Biała   | 3:0 | 2:3 | -   | 2:3 | 3:0 | 2:3 | 3:2 | 3:0 | 3:0 | 3:0 |
| Atom Trefl Sopot            | 1:3 | 2:3 | 3:1 | -   | 3:1 | 3:0 | 0:3 | 3:0 | 3:0 | 3:0 |
| PTPS Piła                   | 3:0 | 3:2 | 1:3 | 1:3 | -   | 3:2 | 3:0 | 3:1 | 3:0 | 3:0 |
| Budowlani Łódź              | 0:3 | 2:3 | 0:3 | 1:3 | 3:0 | -   | 3:2 | 3:1 | 3:0 | 3:2 |
| Impel Wrocław               | 1:3 | 0:3 | 2:3 | 1:3 | 0:3 | 3:2 | -   | 3:2 | 3:0 | 3:0 |
| KS Pałac Bydgoszcz          | 0:3 | 0:3 | 2:3 | 0:3 | 3:0 | 2:3 | 3:1 | -   | 3:0 | 3:0 |
| Legionovia Legionowo        | 2:3 | 2:3 | 1:3 | 1:3 | 1:3 | 3:1 | 3:2 | 3:0 | -   | 1:3 |
| AZS Białystok               | 0:3 | 0:3 | 0:3 | 0:3 | 1:3 | 1:3 | 2:3 | 2:3 | 0:3 | -   |

Źródło: http://wyniki.siatka.org/ligi-polskie/sezon-2012-2013/orlen-liga/runda-zasadnicza/all
1 Drużyna gospodarzy jest wymieniona po lewej stronie tabeli.
Kolory:
  zwycięstwo gospodarzy 3:0 lub 3:1
  zwycięstwo gospodarzy 3:2
  zwycięstwo gości 3:0 lub 3:1
  zwycięstwo gości 3:2

#### Terminarz i wyniki
| Data        | Godz.          | Gospodarz                               | Rezultat                                | Gość                               | MVP                      |
| ----------- | -------------- | --------------------------------------- | --------------------------------------- | ---------------------------------- | ------------------------ |
| 1. kolejka  |                |                                         |                                         |                                    |                          |
| 05.10.2012  | 19:00          | BKS Aluprof Bielsko-Biała               | 3:0 (25:22, 25:17, 25:15)               | KS Pałac Bydgoszcz                 | Elisa Cella              |
| 05.10.2012  | 20:00          | Siódemka LTS Legionovia Legionowo       | 1:3 (25:21, 19:25, 23:25, 16:25)        | Atom Trefl Sopot                   | Rachel Rourke            |
| 06.10.2012  | 17:00          | Bank BPS Muszynianka Fakro Muszyna      | 3:0 (25:17, 25:21, 25:21)               | AZS Białystok                      | Kinga Kasprzak           |
| 06.10.2012  | 17:00          | Tauron MKS Dąbrowa Górnicza             | 3:1 (23:25, 25:17, 25:18, 25:23)        | Budowlani Łódź                     | Krystyna Strasz          |
| 06.10.2012  | 18:00          | Impel Wrocław                           | 0:3 (22:25, 17:25, 17:25)               | PTPS Piła                          | Tijana Malešević         |
| 2. kolejka  |                |                                         |                                         |                                    |                          |
| 12.10.2012  | 18:00          | Budowlani Łódź                          | 0:3 (14:25, 23:25, 25:27)               | BKS Aluprof Bielsko-Biała          | Helena Horka             |
| 12.10.2012  | 20:00          | KS Pałac Bydgoszcz                      | 3:1 (23:25, 26:24, 25:19, 25:12)        | Impel Wrocław                      | Magdalena Mazurek        |
| 13.10.2012  | 13:30          | Atom Trefl Sopot                        | 1:3 (22:25, 25:23, 13:25, 18:25)        | Bank BPS Muszynianka Fakro Muszyna | Agnieszka Bednarek-Kasza |
| 13.10.2012  | 17:00          | AZS Białystok                           | 0:3 (16:25, 20:25, 20:25)               | Tauron MKS Dąbrowa Górnicza        | Maja Tokarska            |
| 13.10.2012  | 18:00          | Siódemka LTS Legionovia Legionowo       | 1:3 (32:34, 21:25, 26:24, 16:25)        | PTPS Piła                          | Emilia Kajzer            |
| 3. kolejka  |                |                                         |                                         |                                    |                          |
| 20.10.2012  | 17:00          | Bank BPS Muszynianka Fakro Muszyna      | 3:0 (25:12, 25:11, 25:19)               | Siódemka LTS Legionovia Legionowo  | Sanja Popović            |
| 20.10.2012  | 17:00          | Tauron MKS Dąbrowa Górnicza             | 3:0 (25:9, 25:22, 25:19)                | Atom Trefl Sopot                   | Natalia Nuszel           |
| 21.10.2012  | 14:30          | BKS Aluprof Bielsko-Biała               | 3:0 (25:18, 25:20, 25:16)               | AZS Białystok                      | Koleta Łyszkiewicz       |
| 21.10.2012  | 18:30          | Impel Wrocław                           | 3:2 (29:27, 25:17, 21:25, 28:30, 15:11) | Budowlani Łódź                     | Vesna Đurisić            |
| 22.10.2012  | 18:00          | PTPS Piła                               | 3:1 (25:23, 27:25, 16:25, 25:22)        | KS Pałac Bydgoszcz                 | Tijana Malešević         |
| 4. kolejka  |                |                                         |                                         |                                    |                          |
| 27.10.2012  | 17:00          | Atom Trefl Sopot                        | 3:1 (25:16, 13:25, 25:18, 25:22)        | BKS Aluprof Bielsko-Biała          | Rachel Rourke            |
| 27.10.2012  | 17:00          | AZS Białystok                           | 2:3 (26:24, 23:25, 25:18, 13:25, 6:15)  | Impel Wrocław                      | Vesna Đurisić            |
| 27.10.2012  | 18:00          | Siódemka LTS Legionovia Legionowo       | 3:0 (25:18, 25:21, 25:20)               | KS Pałac Bydgoszcz                 | Kinga Bąk                |
| 28.10.2012  | 14:30          | Bank BPS Muszynianka Fakro Muszyna      | 3:1 (25:16, 21:25, 25:21, 25:21)        | Tauron MKS Dąbrowa Górnicza        | Anna Werblińska          |
| 29.10.2012  | 18:00          | Budowlani Łódź                          | 3:0 (25:18, 27:25, 25:21)               | PTPS Piła                          | Sylwia Pycia             |
| 5. kolejka  |                |                                         |                                         |                                    |                          |
| 02.11.2012  | 20:00          | KS Pałac Bydgoszcz                      | 2:3 (25:16, 24:26, 25:23, 23:25, 15:17) | Budowlani Łódź                     | Soraia dos Santos        |
| 03.11.2012  | 14:30          | BKS Aluprof Bielsko-Biała               | 3:0 (25:19, 25:19, 25:20)               | Bank BPS Muszynianka Fakro Muszyna | Joanna Wołosz            |
| 03.11.2012  | 17:00          | Tauron MKS Dąbrowa Górnicza             | 3:1 (22:25, 25:17, 25:7, 25:17)         | Siódemka LTS Legionovia Legionowo  | Katarzyna Zaroślińska    |
| 03.11.2012  | 18:00          | PTPS Piła                               | 3:0 (25:15, 25:16, 25:14)               | AZS Białystok                      | Tijana Malešević         |
| 04.11.2012  | 17:00          | Impel Wrocław                           | 1:3 (17:25, 23:25, 25:22, 23:25)        | Atom Trefl Sopot                   | Rachel Rourke            |
| 6. kolejka  |                |                                         |                                         |                                    |                          |
| 10.11.2012  | 17:00          | Bank BPS Muszynianka Fakro Muszyna      | 3:0 (25:19, 25:14, 25:14)               | Impel Wrocław                      | Anna Werblińska          |
| 10.11.2012  | 17:00          | AZS Białystok                           | 2:3 (25:14, 25:27, 17:25, 29:27, 14:16) | KS Pałac Bydgoszcz                 | Zuzanna Czyżnielewska    |
| 11.11.2012  | 14:30          | Tauron MKS Dąbrowa Górnicza             | 1:3 (17:25, 23:25, 25:14, 21:25)        | BKS Aluprof Bielsko-Biała          | Elisa Cella              |
| 11.11.2012  | 17:00          | Atom Trefl Sopot                        | 3:1 (25:18, 25:20, 21:25, 25:21)        | PTPS Piła                          | Rachel Rourke            |
| 12.11.2012  | 18:00          | Siódemka LTS Legionovia Legionowo       | 3:1 (25:23, 13:25, 25:16, 25:18)        | Budowlani Łódź                     | Kristina Michajlenko     |
| 7. kolejka  |                |                                         |                                         |                                    |                          |
| 17.11.2012  | 13:00          | PTPS Piła                               | 3:0 (26:24, 25:23, 25:18)               | Bank BPS Muszynianka Fakro Muszyna | Tijana Malešević         |
| 17.11.2012  | 17:00          | Impel Wrocław                           | 0:3 (20:25, 21:25, 12:25)               | Tauron MKS Dąbrowa Górnicza        | Elżbieta Skowrońska      |
| 17.11.2012  | 19:00          | KS Pałac Bydgoszcz                      | 0:3 (21:25, 16:25, 16:25)               | Atom Trefl Sopot                   | Érika Coimbra            |
| 18.11.2012  | 13:30          | BKS Aluprof Bielsko-Biała               | 3:0 (25:18, 25:16, 25:15)               | Siódemka LTS Legionovia Legionowo  | Ewelina Sieczka          |
| 19.11.2012  | Budowlani Łódź | 3:2 (15:25, 25:21, 25:15, 22:25, 15:10) | AZS Białystok                           | Sylwia Pycia                       |                          |
| 8. kolejka  |                |                                         |                                         |                                    |                          |
| 25.11.2012  | 14:30          | Siódemka LTS Legionovia Legionowo       | 1:3 (17:25, 21:25, 25:20, 22:25)        | AZS Białystok                      | Sinead Jack              |
| 25.11.2012  | 17:00          | Atom Trefl Sopot                        | 3:0 (25:20, 27:25, 27:25)               | Budowlani Łódź                     | Rachel Rourke            |
| 25.11.2012  | 17:00          | Bank BPS Muszynianka Fakro Muszyna      | 3:0 (25:23, 25:17, 25:12)               | KS Pałac Bydgoszcz                 | Anna Werblińska          |
| 25.11.2012  | 17:00          | BKS Aluprof Bielsko-Biała               | 3:2 (19:25, 25:23, 25:19, 17:25, 15:13) | Impel Wrocław                      | Elisa Cella              |
| 26.11.2012  | 18:00          | Tauron MKS Dąbrowa Górnicza             | 3:1 (25:22, 20:25, 25:12, 25:21)        | PTPS Piła                          | Magdalena Śliwa          |
| 9. kolejka  |                |                                         |                                         |                                    |                          |
| 30.11.2012  | 17:30          | Siódemka LTS Legionovia Legionowo       | 3:2 (25:23, 25:20, 24:26, 16:25, 15:10) | Impel Wrocław                      | Małgorzata Skorupa       |
| 30.11.2012  | 18:00          | Budowlani Łódź                          | 0:3 (18:25, 20:25, 13:25)               | Bank BPS Muszynianka Fakro Muszyna | Sanja Popović            |
| 01.12.2012  | 17:00          | AZS Białystok                           | 0:3 (22:25, 22:25, 19:25)               | Atom Trefl Sopot                   | Érika Coimbra            |
| 01.12.2012  | 18:00          | PTPS Piła                               | 1:3 (25:22, 13:25, 16:25, 15:25)        | BKS Aluprof Bielsko-Biała          | Milada Bergrová          |
| 02.12.2012  | 14:30          | KS Pałac Bydgoszcz                      | 0:3 (23:25, 13:25, 20:25)               | Tauron MKS Dąbrowa Górnicza        | Elżbieta Skowrońska      |
| 10. kolejka |                |                                         |                                         |                                    |                          |
| 08.12.2012  | 17:00          | Atom Trefl Sopot                        | 3:0 (25:21, 25:19, 25:9)                | Siódemka LTS Legionovia Legionowo  | Klaudia Kaczorowska      |
| 08.12.2012  | 17:00          | Budowlani Łódź                          | 2:3 (25:23, 25:22, 17:25, 22:25, 6:15)  | Tauron MKS Dąbrowa Górnicza        | Joanna Kaczor            |
| 08.12.2012  | 18:00          | PTPS Piła                               | 3:0 (25:17, 25:23, 25:23)               | Impel Wrocław                      | Natalia Krawulska        |
| 09.12.2012  | 14:30          | KS Pałac Bydgoszcz                      | 2:3 (19:25, 29:27, 25:13, 20:25, 13:15) | BKS Aluprof Bielsko-Biała          | Joanna Wołosz            |
| 30.01.2013  | 18:00          | AZS Białystok                           | 0:3 (15:25, 23:25, 21:25)               | Bank BPS Muszynianka Fakro Muszyna | Eleonora Dziękiewicz     |
| 11. kolejka |                |                                         |                                         |                                    |                          |
| 15.12.2012  | 17:00          | Tauron MKS Dąbrowa Górnicza             | 3:0 (25:21, 25:16, 25:16)               | AZS Białystok                      | Ivana Plchotová          |
| 15.12.2012  | 18:00          | PTPS Piła                               | 3:0 (25:15, 25:10, 25:17)               | Siódemka LTS Legionovia Legionowo  | Natalia Krawulska        |
| 16.12.2012  | 14:30          | Bank BPS Muszynianka Fakro Muszyna      | 3:1 (23:25, 25:15, 25:22, 25:11)        | Atom Trefl Sopot                   | Sanja Popović            |
| 16.12.2012  | 14:30          | BKS Aluprof Bielsko-Biała               | 2:3 (20:25, 26:24, 29:31, 25:20, 11:15) | Budowlani Łódź                     | Magdalena Piątek         |
| 17.12.2012  | 18:00          | Impel Wrocław                           | 3:2 (19:25, 25:11, 25:23, 19:25, 16:14) | KS Pałac Bydgoszcz                 | Makare Wilson            |
| 12. kolejka |                |                                         |                                         |                                    |                          |
| 22.12.2012  | 14:00          | KS Pałac Bydgoszcz                      | 3:0 (25:20, 25:23, 25:21)               | PTPS Piła                          | Rachael Adams            |
| 22.12.2012  | 14:30          | Atom Trefl Sopot                        | 2:3 (31:29. 25:23, 13:25, 21:25, 12:15) | Tauron MKS Dąbrowa Górnicza        | Katarzyna Zaroślińska    |
| 22.12.2012  | 17:00          | AZS Białystok                           | 0:3 (14:25, 16:25, 17:25)               | BKS Aluprof Bielsko-Biała          | Marta Szymańska          |
| 22.12.2012  | 17:00          | Budowlani Łódź                          | 3:2 (25:22, 21:25, 23:25, 25:22, 16:14) | Impel Wrocław                      | Magdalena Piątek         |
| 22.12.2012  | 18:00          | Siódemka LTS Legionovia Legionowo       | 2:3 (25:19, 15:25, 25:20, 19:25, 11:15) | Bank BPS Muszynianka Fakro Muszyna | Valentina Serena         |
| 13. kolejka |                |                                         |                                         |                                    |                          |
| 05.01.2013  | 17:00          | Impel Wrocław                           | 3:0 (25:16, 25:13, 25:18)               | AZS Białystok                      | Bogumiła Pyziołek        |
| 05.01.2013  | 18:00          | KS Pałac Bydgoszcz                      | 3:0 (25:23, 26:24, 25:22)               | Siódemka LTS Legionovia Legionowo  | Anna Grejman             |
| 05.01.2013  | 18:00          | PTPS Piła                               | 3:2 (17:25, 25:18, 11:25, 25:21, 15:11) | Budowlani Łódź                     | / Irina Archangielska    |
| 06.01.2013  | 14:30          | Tauron MKS Dąbrowa Górnicza             | 1:3 (23:25, 14:25, 25:22, 21:25)        | Bank BPS Muszynianka Fakro Muszyna | Paulina Maj              |
| 07.01.2013  | 18:00          | BKS Aluprof Bielsko-Biała               | 2:3 (25:20, 19:25, 25:18, 20:25, 9:15)  | Atom Trefl Sopot                   | Rachel Rourke            |
| 14. kolejka |                |                                         |                                         |                                    |                          |
| 11.01.2013  | 18:00          | Bank BPS Muszynianka Fakro Muszyna      | 3:0 (25:21, 25:11, 25:18)               | BKS Aluprof Bielsko-Biała          | Sanja Popović            |
| 12.01.2013  | 17:00          | Atom Trefl Sopot                        | 0:3 (18:25, 24:26, 19:25)               | Impel Wrocław                      | Katarzyna Konieczna      |
| 12.01.2013  | 17:00          | Budowlani Łódź                          | 3:1 (25:21, 23:25, 25:18, 25:23)        | KS Pałac Bydgoszcz                 | Magdalena Piątek         |
| 12.01.2013  | 18:00          | Siódemka LTS Legionovia Legionowo       | 2:3 (25:19, 10:25, 25:22, 25:27, 11:15) | Tauron MKS Dąbrowa Górnicza        | Magdalena Śliwa          |
| 14.01.2013  | 18:00          | AZS Białystok                           | 1:3 (17:25, 15:25, 26:24, 15:25)        | PTPS Piła                          | Emilia Kajzer            |
| 15. kolejka |                |                                         |                                         |                                    |                          |
| 19.01.2013  | 17:00          | Impel Wrocław                           | 1:3 (25:18, 15:25, 27:29, 26:28)        | Bank BPS Muszynianka Fakro Muszyna | Anna Werblińska          |
| 19.01.2013  | 18:00          | KS Pałac Bydgoszcz                      | 3:0 (25:7, 25:20, 28:26)                | AZS Białystok                      | Dominika Schulz          |
| 19.01.2013  | 18:00          | PTPS Piła                               | 1:3 (27:25, 21:25, 15:25, 12:25)        | Atom Trefl Sopot                   | Izabela Bełcik           |
| 20.01.2013  | 14:30          | BKS Aluprof Bielsko-Biała               | 2:3 (21:25, 25:14, 19:25, 25:23, 9:15)  | Tauron MKS Dąbrowa Górnicza        | Frauke Dirickx           |
| 21.01.2013  | 18:00          | Budowlani Łódź                          | 3:0 (25:18, 25:18, 25:18)               | Siódemka LTS Legionovia Legionowo  | Magdalena Piątek         |
| 16. kolejka |                |                                         |                                         |                                    |                          |
| 26.01.2013  | 16:00          | AZS Białystok                           | 1:3 25:20, 24:26, 14:25, 23:25)         | Budowlani Łódź                     | Marta Wójcik             |
| 26.01.2013  | 17:00          | Bank BPS Muszynianka Fakro Muszyna      | 3:0 (27:25, 25:13, 25:21)               | PTPS Piła                          | Eleonora Dziękiewicz     |
| 26.01.2013  | 18:00          | Siódemka LTS Legionovia Legionowo       | 1:3 (18:25, 25:23, 14:25, 23:25)        | BKS Aluprof Bielsko-Biała          | Agata Sawicka            |
| 27.01.2013  | 18:00          | Atom Trefl Sopot                        | 3:0 (25:21, 25:19, 25:20)               | KS Pałac Bydgoszcz                 | Érika Coimbra            |
| 28.01.2013  | 18:00          | Tauron MKS Dąbrowa Górnicza             | 3:1 (25:19, 14:25, 25:16, 25:16)        | Impel Wrocław                      | Joanna Kaczor            |
| 17. kolejka |                |                                         |                                         |                                    |                          |
| 01.02.2013  | 18:00          | Impel Wrocław                           | 2:3 (20:25, 26:24, 25:21, 17:25, 12:15) | BKS Aluprof Bielsko-Biała          | Milada Bergrová          |
| 02.02.2013  | 17:00          | AZS Białystok                           | 0:3 (16:25, 17:25, 13:25)               | Siódemka LTS Legionovia Legionowo  | Marta Łukaszewska        |
| 02.02.2013  | 18:00          | PTPS Piła                               | 3:2 (25:21, 25:20, 20:25, 19:25, 17:15) | Tauron MKS Dąbrowa Górnicza        | Natalia Krawulska        |
| 02.02.2013  | 16:00          | KS Pałac Bydgoszcz                      | 0:3 (13:25, 15:25, 16:25)               | Bank BPS Muszynianka Fakro Muszyna | Eleonora Dziękiewicz     |
| 04.02.2013  | 18:00          | Budowlani Łódź                          | 1:3 (25:21, 18:25, 21:25, 25:27)        | Atom Trefl Sopot                   | Justyna Łukasik          |
| 18. kolejka |                |                                         |                                         |                                    |                          |
| 08.02.2013  | 18:00          | Impel Wrocław                           | 3:0 (25:17, 25:19, 25:19)               | Siódemka LTS Legionovia Legionowo  | Makare Wilson            |
| 09.02.2013  | 14:30          | BKS Aluprof Bielsko-Biała               | 3:0 (25:20, 25:19, 25:22)               | PTPS Piła                          | Agata Sawicka            |
| 09.02.2013  | 15:00          | Atom Trefl Sopot                        | 3:0 (25:14, 25:15, 25:20)               | AZS Białystok                      | Justyna Łukasik          |
| 09.02.2013  | 18:00          | Tauron MKS Dąbrowa Górnicza             | 3:0 (25:17, 25:11, 25:22)               | KS Pałac Bydgoszcz                 | Charlotte Leys           |
| 10.02.2013  | 17:00          | Bank BPS Muszynianka Fakro Muszyna      | 3:2 (21:25, 23:25, 25:22, 25:11, 15:11) | Budowlani Łódź                     | Aleksandra Jagieło       |

#### Tabela

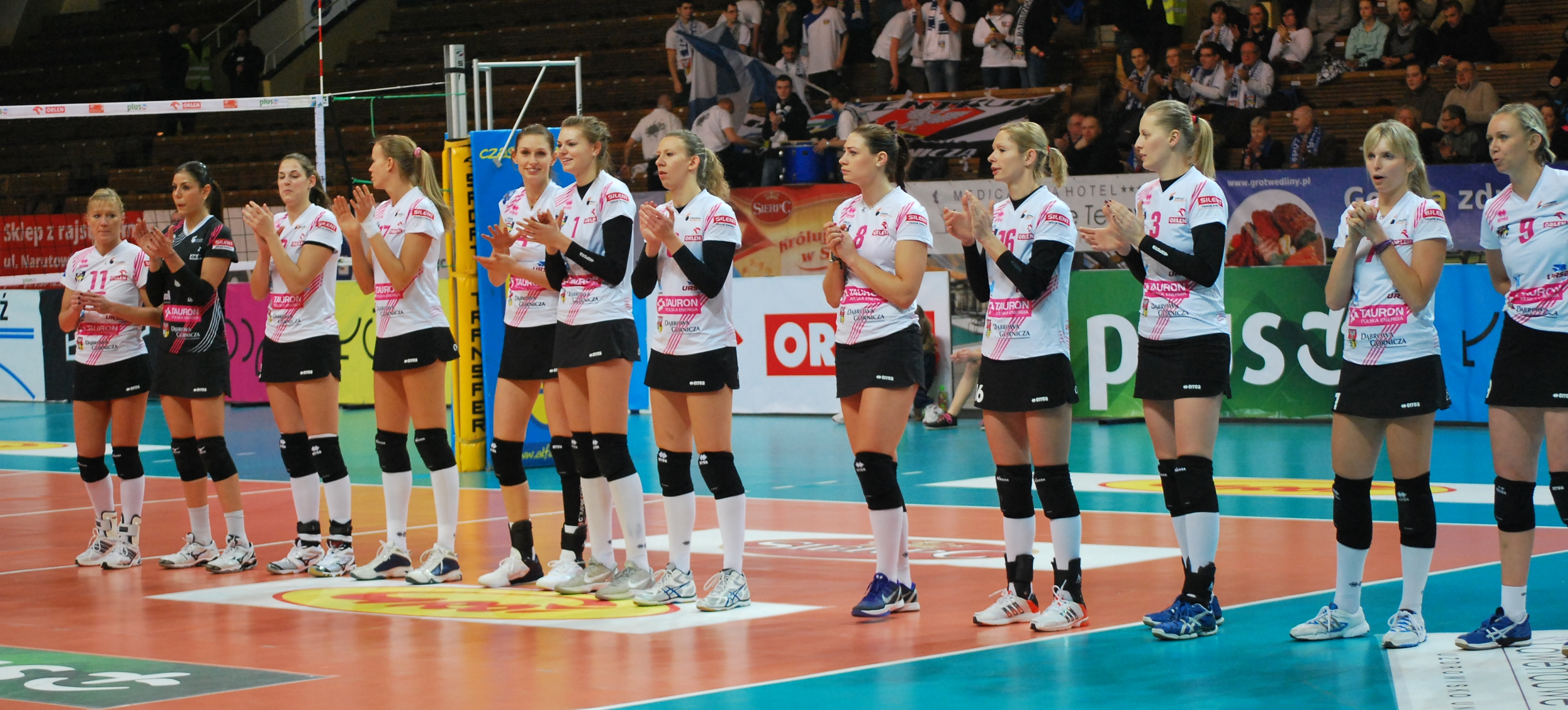
Zawodniczki Tauronu MKS Dąbrowa Górnicza w sezonie 2012/2013

| Lp. | Drużyna                            | Pkt | Mecze | Mecze | Mecze | Rodzaj wyniku | Rodzaj wyniku | Rodzaj wyniku | Rodzaj wyniku | Rodzaj wyniku | Rodzaj wyniku | Sety | Sety | Sety  | Małe punkty | Małe punkty | Małe punkty |
| Lp. | Drużyna                            | Pkt | M     | W     | P     | 3:0           | 3:1           | 3:2           | 2:3           | 1:3           | 0:3           | wyg. | prz. | stos. | zdob.       | str.        | stos.       |
| --- | ---------------------------------- | --- | ----- | ----- | ----- | ------------- | ------------- | ------------- | ------------- | ------------- | ------------- | ---- | ---- | ----- | ----------- | ----------- | ----------- |
| 1   | Bank BPS Muszynianka Fakro Muszyna | 46  | 18    | 16    | 2     | 9             | 5             | 2             | 0             | 0             | 2             | 48   | 15   | 3.2   | 1502        | 1211        | 1.24        |
| 2   | Tauron MKS Dąbrowa Górnicza        | 39  | 18    | 14    | 4     | 6             | 4             | 4             | 1             | 3             | 0             | 47   | 24   | 1.96  | 1623        | 1402        | 1.16        |
| 3   | BKS Aluprof Bielsko-Biała          | 39  | 18    | 13    | 5     | 7             | 3             | 3             | 3             | 1             | 1             | 46   | 24   | 1.92  | 1566        | 1415        | 1.11        |
| 4   | Atom Trefl Sopot                   | 39  | 18    | 13    | 5     | 6             | 6             | 1             | 1             | 2             | 2             | 43   | 23   | 1.87  | 1496        | 1406        | 1.06        |
| 5   | PTPS Piła                          | 28  | 18    | 10    | 8     | 5             | 3             | 2             | 0             | 4             | 4             | 34   | 31   | 1.1   | 1431        | 1432        | 1           |
| 6   | Budowlani Łódź                     | 24  | 18    | 8     | 10    | 2             | 2             | 4             | 4             | 3             | 3             | 35   | 40   | 0.88  | 1616        | 1663        | 0.97        |
| 7   | Impel Wrocław                      | 19  | 18    | 6     | 12    | 3             | 0             | 3             | 4             | 4             | 4             | 30   | 42   | 0.71  | 1527        | 1575        | 0.97        |
| 8   | KS Pałac Bydgoszcz                 | 17  | 18    | 5     | 13    | 3             | 1             | 1             | 3             | 2             | 8             | 23   | 42   | 0.55  | 1363        | 1483        | 0.92        |
| 9   | Siódemka LTS Legionovia Legionowo  | 13  | 18    | 4     | 14    | 2             | 1             | 1             | 2             | 5             | 7             | 21   | 45   | 0.47  | 1304        | 1525        | 0.86        |
| 10  | AZS Metal-Fach Białystok           | 6   | 18    | 1     | 17    | 0             | 1             | 0             | 3             | 2             | 12            | 11   | 52   | 0.21  | 1185        | 1501        | 0.79        |

Źródło: http://wyniki.siatka.org/ligi-polskie/sezon-2012-2013/orlen-liga/runda-zasadnicza/all
Punktacja: 3:0 i 3:1 – 3 pkt; 3:2 – 2 pkt; 2:3 – 1 pkt; 1:3 i 0:3 – 0 pkt
Zasady ustalania kolejności: 1. liczba punktów; 2. stosunek setów; 3. stosunek małych punktów; 4. bilans w bezpośrednich meczach
     play-off
     play-out

### Faza play-off

#### Ćwierćfinały
(do 3 zwycięstw)
| Data                               | Godz.                              | Gospodarz                          | Rezultat                               | Gość                               | MVP                   |
| ---------------------------------- | ---------------------------------- | ---------------------------------- | -------------------------------------- | ---------------------------------- | --------------------- |
| Bank BPS Muszynianka Fakro Muszyna | Bank BPS Muszynianka Fakro Muszyna | Bank BPS Muszynianka Fakro Muszyna | 3 – 0                                  | KS Pałac Bydgoszcz                 | KS Pałac Bydgoszcz    |
| 16.03.2013                         | 18:00                              | Bank BPS Muszynianka Fakro Muszyna | 3:1 (25:15, 25:19, 22:25, 25:23)       | KS Pałac Bydgoszcz                 | Sanja Popović         |
| 17.03.2013                         | 18:00                              | Bank BPS Muszynianka Fakro Muszyna | 3:0 (25:15, 25:18, 25:19)              | KS Pałac Bydgoszcz                 | Eleonora Dziękiewicz  |
| 23.03.2013                         | 18:00                              | KS Pałac Bydgoszcz                 | 1:3 (21:25, 25:17, 20:25, 14:25)       | Bank BPS Muszynianka Fakro Muszyna | Aleksandra Jagieło    |
| Tauron MKS Dąbrowa Górnicza        | Tauron MKS Dąbrowa Górnicza        | Tauron MKS Dąbrowa Górnicza        | 3 – 1                                  | Impel Wrocław                      | Impel Wrocław         |
| 16.03.2013                         | 16:30                              | Tauron MKS Dąbrowa Górnicza        | 0:3 (24:26, 20:25, 11:25)              | Impel Wrocław                      | Maja Ognjenović       |
| 17.03.2013                         | 18:00                              | Tauron MKS Dąbrowa Górnicza        | 3:0 (25:16, 25:22, 25:22)              | Impel Wrocław                      | Joanna Kaczor         |
| 23.03.2013                         | 17:00                              | Impel Wrocław                      | 1:3 (28:26, 22:25, 18:25, 22:25)       | Tauron MKS Dąbrowa Górnicza        | Katarzyna Zaroślińska |
| 24.03.2013                         | 17:00                              | Impel Wrocław                      | 2:3 (21:25, 25:18, 25:18, 13:25, 5:15) | Tauron MKS Dąbrowa Górnicza        | Elżbieta Skowrońska   |
| BKS Aluprof Bielsko-Biała          | BKS Aluprof Bielsko-Biała          | BKS Aluprof Bielsko-Biała          | 3 – 0                                  | Budowlani Łódź                     | Budowlani Łódź        |
| 15.03.2013                         | 20:00                              | BKS Aluprof Bielsko-Biała          | 3:1 (30:28, 25:16, 19:25, 25:13)       | Budowlani Łódź                     | Ewelina Sieczka       |
| 16.03.2013                         | 18:00                              | BKS Aluprof Bielsko-Biała          | 3:0 (25:19, 25:16, 25:23)              | Budowlani Łódź                     | Elisa Cella           |
| 20.03.2013                         | 18:00                              | Budowlani Łódź                     | 1:3 (25:20, 19:25, 18:25, 21:25)       | BKS Aluprof Bielsko-Biała          | Gabriela Wojtowicz    |
| Atom Trefl Sopot                   | Atom Trefl Sopot                   | Atom Trefl Sopot                   | 3 – 0                                  | PTPS Piła                          | PTPS Piła             |
| 17.03.2013                         | 18:00                              | Atom Trefl Sopot                   | 3:1 (25:14, 25:13, 20:25, 25:15)       | PTPS Piła                          | Rachel Rourke         |
| 18.03.2013                         | 18:00                              | Atom Trefl Sopot                   | 3:1 (25:10, 20:25, 25:16, 25:9)        | PTPS Piła                          | Rachel Rourke         |
| 23.03.2013                         | 18:00                              | PTPS Piła                          | 0:3 (17:25, 20:25, 13:25)              | Atom Trefl Sopot                   | / Julija Szełuchina   |

#### Półfinały
Mecze o miejsca 5-8

(do 2 zwycięstw)
| Data          | Godz.         | Gospodarz          | Rezultat                                | Gość               | MVP                   |
| ------------- | ------------- | ------------------ | --------------------------------------- | ------------------ | --------------------- |
| Impel Wrocław | Impel Wrocław | Impel Wrocław      | 2 – 0                                   | Budowlani Łódź     | Budowlani Łódź        |
| 06.04.2013    | 17:00         | Impel Wrocław      | 3:2 (25:21, 22:25, 25:20, 22:25, 15:13) | Budowlani Łódź     | Bogumiła Pyziołek     |
| 10.04.2013    | 18:00         | Budowlani Łódź     | 0:3 (15:25, 23:25, 22:25)               | Impel Wrocław      | Katarzyna Konieczna   |
| PTPS Piła     | PTPS Piła     | PTPS Piła          | 2 – 0                                   | KS Pałac Bydgoszcz | KS Pałac Bydgoszcz    |
| 10.04.2013    | 18:00         | KS Pałac Bydgoszcz | 1:3 (19:25, 21:25, 25:23, 17:25)        | PTPS Piła          | / Irina Archangielska |
| 15.04.2013    | 18:00         | PTPS Piła          | 3:0 (26:24, 25:14, 25:18)               | KS Pałac Bydgoszcz | Tijana Malesević      |

Mecze o miejsca 1-4

(do 3 zwycięstw)
| Data                               | Godz.                              | Gospodarz                          | Rezultat                                | Gość                               | MVP                       |
| ---------------------------------- | ---------------------------------- | ---------------------------------- | --------------------------------------- | ---------------------------------- | ------------------------- |
| Bank BPS Muszynianka Fakro Muszyna | Bank BPS Muszynianka Fakro Muszyna | Bank BPS Muszynianka Fakro Muszyna | 2 – 3                                   | Atom Trefl Sopot                   | Atom Trefl Sopot          |
| 06.04.2013                         | 13:00                              | Bank BPS Muszynianka Fakro Muszyna | 3:1 (25:17, 19:25, 25:22, 25:22)        | Atom Trefl Sopot                   | Valentina Serena          |
| 07.04.2013                         | 14:00                              | Bank BPS Muszynianka Fakro Muszyna | 2:3 (19:25, 26:24, 23:25, 25:21, 13:15) | Atom Trefl Sopot                   | / Julija Szełuchina       |
| 12.04.2013                         | 20:00                              | Atom Trefl Sopot                   | 3:1 (15:25, 26:24, 25:21, 25:18)        | Bank BPS Muszynianka Fakro Muszyna | Rachel Rourke             |
| 13.04.2013                         | 17:00                              | Atom Trefl Sopot                   | 2:3 (25:16, 20:25, 25:27, 25:17, 5:15)  | Bank BPS Muszynianka Fakro Muszyna | Sanja Popović             |
| 17.04.2013                         | 18:00                              | Bank BPS Muszynianka Fakro Muszyna | 1:3 (19:25, 29:27, 23:25, 21:25)        | Atom Trefl Sopot                   | Rachel Rourke             |
| Tauron MKS Dąbrowa Górnicza        | Tauron MKS Dąbrowa Górnicza        | Tauron MKS Dąbrowa Górnicza        | 3 – 1                                   | BKS Aluprof Bielsko-Biała          | BKS Aluprof Bielsko-Biała |
| 05.04.2013                         | 20:00                              | Tauron MKS Dąbrowa Górnicza        | 1:3 (25:17, 25:27, 15:25, 18:25)        | BKS Aluprof Bielsko-Biała          | Helena Horká              |
| 06.04.2013                         | 18:00                              | Tauron MKS Dąbrowa Górnicza        | 3:2 (27:25, 25:21, 30:32, 23:25, 17:15) | BKS Aluprof Bielsko-Biała          | Katarzyna Zaroślińska     |
| 13.04.2013                         | 18:00                              | BKS Aluprof Bielsko-Biała          | 0:3 (17:25, 18:25, 22:25)               | Tauron MKS Dąbrowa Górnicza        | Katarzyna Zaroślińska     |
| 14.04.2013                         | 18:00                              | BKS Aluprof Bielsko-Biała          | 1:3 (25:19, 17:25, 21:25, 16:25)        | Tauron MKS Dąbrowa Górnicza        | Joanna Kaczor             |

#### Finały
Mecze o 5 miejsce

(do 2 zwycięstw)
| Data       | Godz.     | Gospodarz     | Rezultat                               | Gość          | MVP                  |
| ---------- | --------- | ------------- | -------------------------------------- | ------------- | -------------------- |
| PTPS Piła  | PTPS Piła | PTPS Piła     | 1 – 2                                  | Impel Wrocław | Impel Wrocław        |
| 22.04.2013 | 18:00     | Impel Wrocław | 3:1 (25:10, 22:25, 25:10, 25:16)       | PTPS Piła     | Katarzyna Konieczna  |
| 27.04.2013 | 19:00     | PTPS Piła     | 3:1 (16:25, 25:15, 27:25, 29:27)       | Impel Wrocław | Magdalena Wawrzyniak |
| 28.04.2013 | 18:00     | PTPS Piła     | 2:3 (20:25, 24:26, 25:18, 25:19, 8:15) | Impel Wrocław | Bogumiła Pyziołek    |

Mecze o 3 miejsce

(do 3 zwycięstw)
| Data                               | Godz.                              | Gospodarz                          | Rezultat                         | Gość                               | MVP                       |
| ---------------------------------- | ---------------------------------- | ---------------------------------- | -------------------------------- | ---------------------------------- | ------------------------- |
| Bank BPS Muszynianka Fakro Muszyna | Bank BPS Muszynianka Fakro Muszyna | Bank BPS Muszynianka Fakro Muszyna | 3 – 0                            | BKS Aluprof Bielsko-Biała          | BKS Aluprof Bielsko-Biała |
| 20.04.2013                         | 17:00                              | Bank BPS Muszynianka Fakro Muszyna | 3:1 (26:24, 25:20, 16:25, 25:15) | BKS Aluprof Bielsko-Biała          | Anna Werblińska           |
| 21.04.2013                         | 17:00                              | Bank BPS Muszynianka Fakro Muszyna | 3:0 (25:23, 25:15, 25:20)        | BKS Aluprof Bielsko-Biała          | Aleksandra Jagieło        |
| 27.04.2013                         | 18:00                              | BKS Aluprof Bielsko-Biała          | 0:3 (23:25, 16:25, 23:25)        | Bank BPS Muszynianka Fakro Muszyna | Aleksandra Jagieło        |

Finał

(do 3 zwycięstw)
| Data                        | Godz.                       | Gospodarz                   | Rezultat                                | Gość                        | MVP                   |
| --------------------------- | --------------------------- | --------------------------- | --------------------------------------- | --------------------------- | --------------------- |
| Tauron MKS Dąbrowa Górnicza | Tauron MKS Dąbrowa Górnicza | Tauron MKS Dąbrowa Górnicza | 2 – 3                                   | Atom Trefl Sopot            | Atom Trefl Sopot      |
| 21.04.2013                  | 19:00                       | Tauron MKS Dąbrowa Górnicza | 3:0 (25:21, 25:17, 25:21)               | Atom Trefl Sopot            | Katarzyna Zaroślińska |
| 22.04.2013                  | 18:00                       | Tauron MKS Dąbrowa Górnicza | 3:1 (25:10, 25:21, 12:25, 25:22)        | Atom Trefl Sopot            | Elżbieta Skowrońska   |
| 28.04.2013                  | 19:30                       | Atom Trefl Sopot            | 3:2 (25:21, 22:25, 23:25, 25:17, 18:16) | Tauron MKS Dąbrowa Górnicza | Rachel Rourke         |
| 29.04.2013                  | 18:00                       | Atom Trefl Sopot            | 3:2 (20:25, 25:20, 25:13, 24:26, 15:13) | Tauron MKS Dąbrowa Górnicza | Rachel Rourke         |
| 04.05.2013                  | 20:00                       | Tauron MKS Dąbrowa Górnicza | 2:3 (25:18, 25:20, 23:25, 17:25, 12:15) | Atom Trefl Sopot            | Izabela Bełcik        |

### Play-out
(do 4 zwycięstw)
| Data                          | Godz.                         | Gospodarz                         | Rezultat                                | Gość                              | MVP                 |
| ----------------------------- | ----------------------------- | --------------------------------- | --------------------------------------- | --------------------------------- | ------------------- |
| Siódemka Legionovia Legionowo | Siódemka Legionovia Legionowo | Siódemka Legionovia Legionowo     | 4 – 1                                   | AZS Białystok                     | AZS Białystok       |
| 16.03.2013                    | 18:00                         | AZS Białystok                     | 3:1 (29:27, 19:25, 29:27, 34:32)        | Siódemka LTS Legionovia Legionowo | Natalia Kurnikowska |
| 22.03.2013                    | 19:00                         | Siódemka LTS Legionovia Legionowo | 3:0 (27:25, 25:20, 25:20)               | AZS Białystok                     | Anna Sołodkowicz    |
| 23.03.2013                    | 18:00                         | Siódemka LTS Legionovia Legionowo | 3:0 (25:21, 25:21, 25:11)               | AZS Białystok                     | Anna Sołodkowicz    |
| 06.04.2013                    | 18:00                         | AZS Białystok                     | 0:3 (21:25, 12:25, 26:28)               | Siódemka LTS Legionovia Legionowo | Kinga Bąk           |
| 07.04.2013                    | 18:00                         | AZS Białystok                     | 2:3 (16:25, 25:22, 25:23, 16:25, 10:15) | Siódemka LTS Legionovia Legionowo | Katarzyna Jóźwicka  |

### Baraże

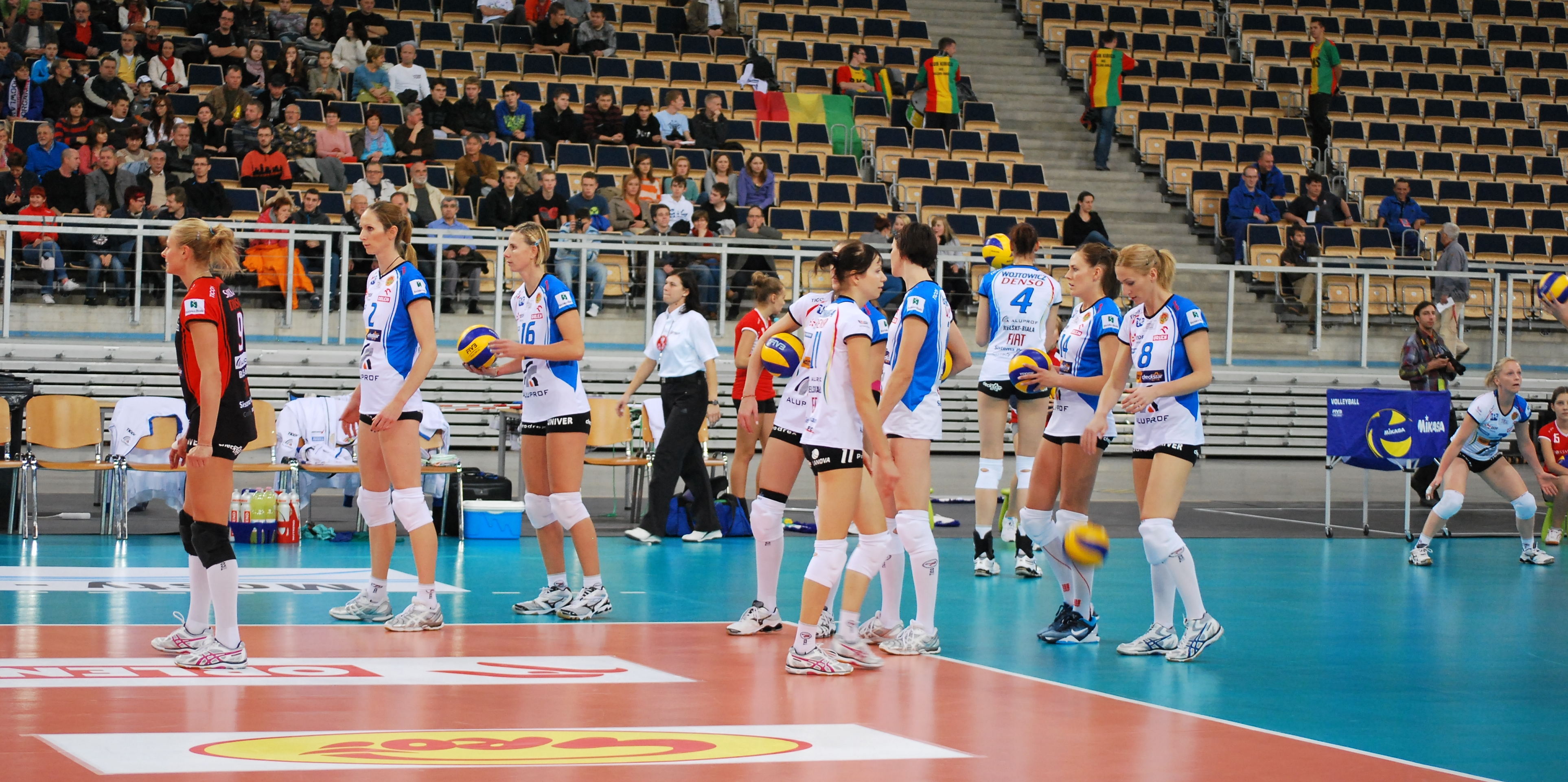
Zawodniczki BKS-u Aluprof Bielsko-Biała w sezonie 2012/2013

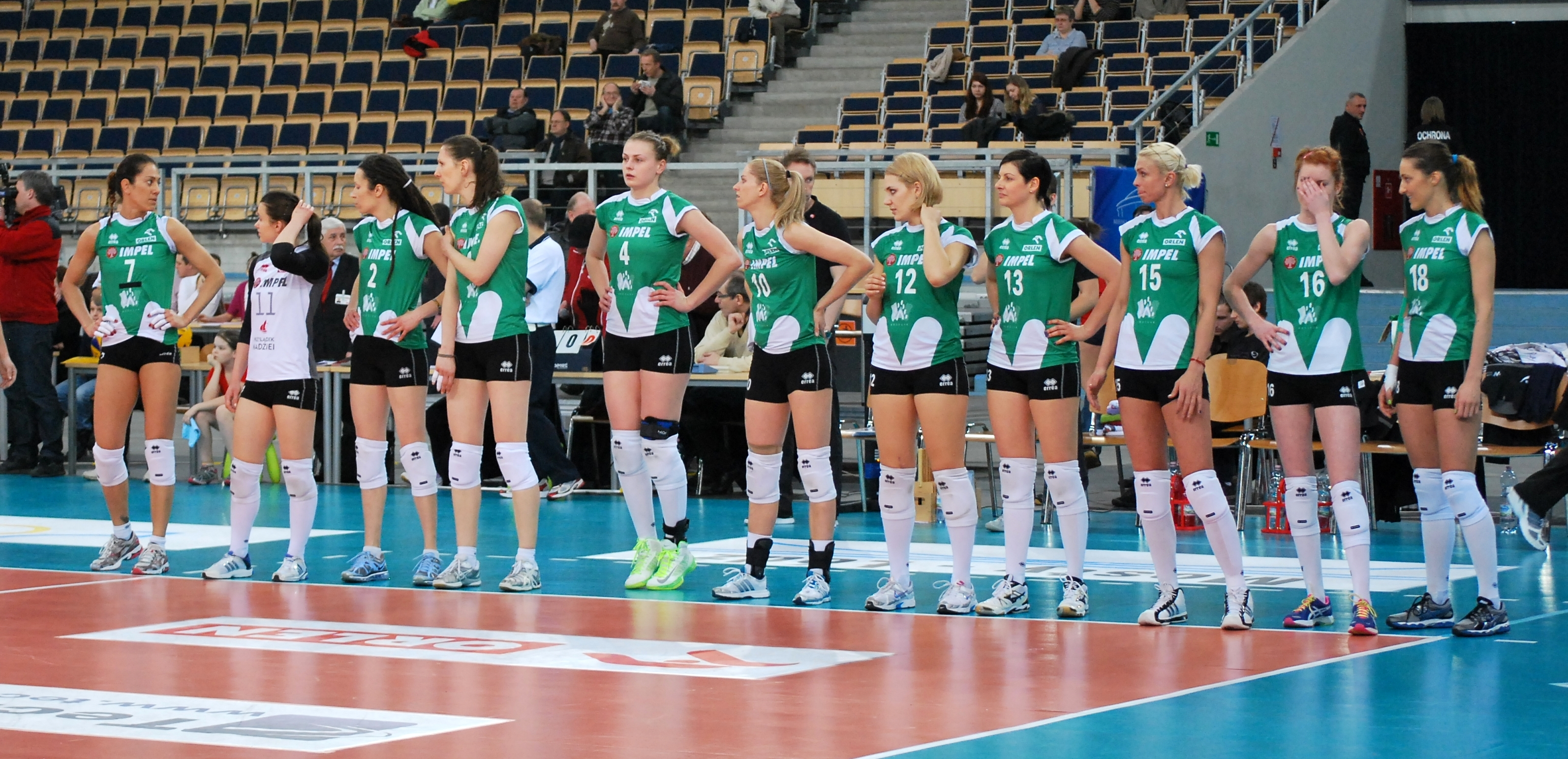
Zawodniczki Impelu Wrocław w sezonie 2012/2013

(do 3 zwycięstw)
| Data                          | Godz.                         | Gospodarz                         | Rezultat                                | Gość                              | MVP                        |
| ----------------------------- | ----------------------------- | --------------------------------- | --------------------------------------- | --------------------------------- | -------------------------- |
| Siódemka Legionovia Legionowo | Siódemka Legionovia Legionowo | Siódemka Legionovia Legionowo     | 3 – 1                                   | Jedynka Aleksandrów Łódzki        | Jedynka Aleksandrów Łódzki |
| 27.04.2013                    | 18:00                         | Siódemka LTS Legionovia Legionowo | 3:1 (25:20, 25:21, 21:25, 25:16)        | Jedynka Aleksandrów Łódzki        | Małgorzata Skorupa         |
| 28.04.2013                    | 18:00                         | Siódemka LTS Legionovia Legionowo | 3:1 (25:21, 25:20, 21:25, 25:16)        | Jedynka Aleksandrów Łódzki        | Anna Sołodkowicz           |
| 04.05.2013                    | 17:00                         | Jedynka Aleksandrów Łódzki        | 3:1 (23:25, 25:22, 25:17, 25:20)        | Siódemka LTS Legionovia Legionowo | Ewa Kwiatkowska            |
| 05.05.2013                    | 17:00                         | Jedynka Aleksandrów Łódzki        | 2:3 (25:16, 25:19, 22:25, 20:25, 13:15) | Siódemka LTS Legionovia Legionowo | Anna Sołodkowicz           |

## Klasyfikacja końcowa
| Lp. | Drużyna                            |
| --- | ---------------------------------- |
| 1   | Atom Trefl Sopot                   |
| 2   | Tauron MKS Dąbrowa Górnicza        |
| 3   | Bank BPS Muszynianka Fakro Muszyna |
| 4   | BKS Aluprof Bielsko-Biała          |
| 5   | Impel Wrocław                      |
| 6   | PTPS Piła                          |
| 7   | Budowlani Łódź                     |
| 8   | KS Pałac Bydgoszcz                 |
| 9   | Siódemka LTS Legionovia Legionowo  |
| 10  | AZS Białystok                      |

     Liga Mistrzyń
     Puchar CEV
     Puchar Challenge
     baraż z 2. zespołem I ligi
     spadek do I ligi

## Składy

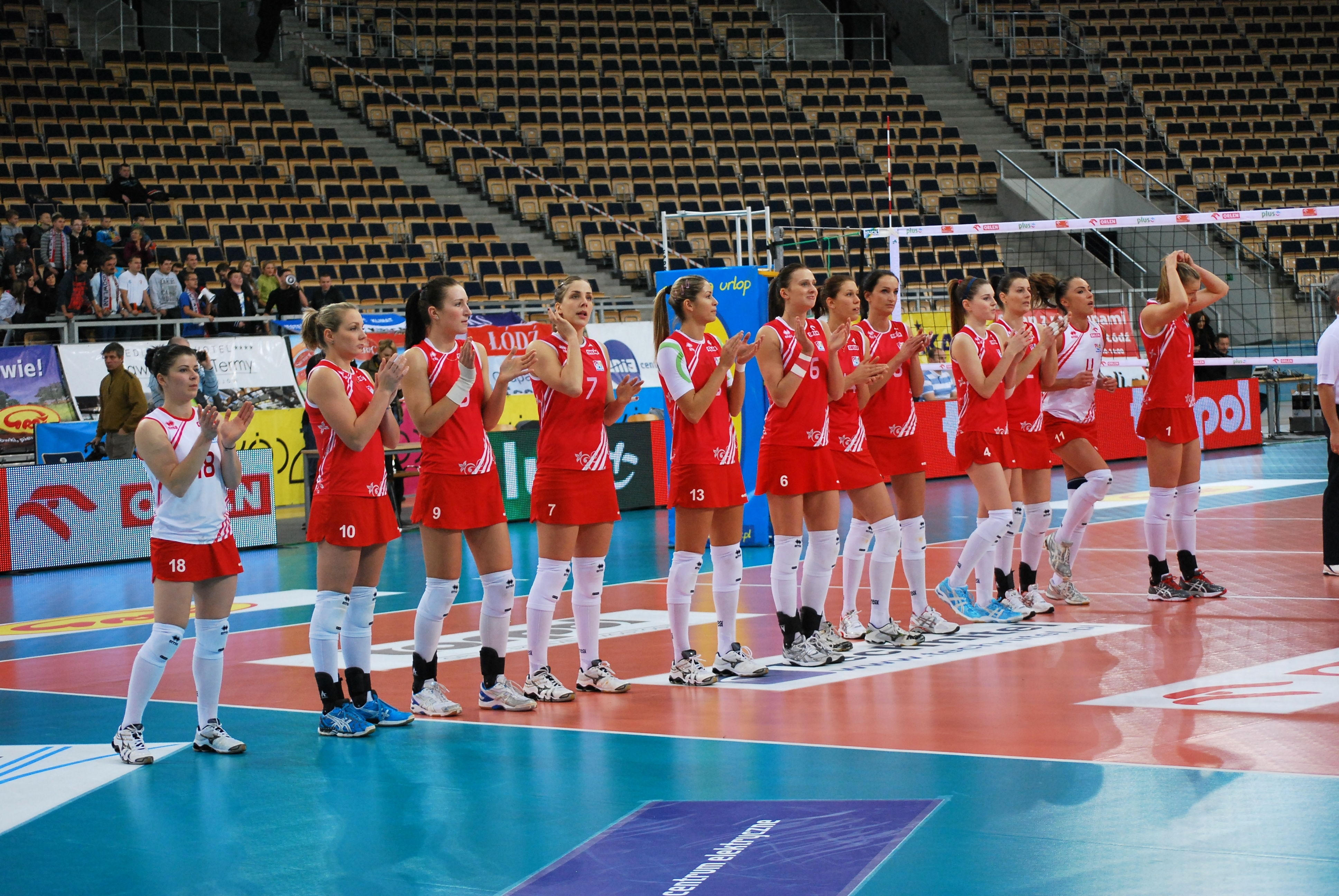
Zawodniczki PTPS-u Piła w sezonie 2012/2013

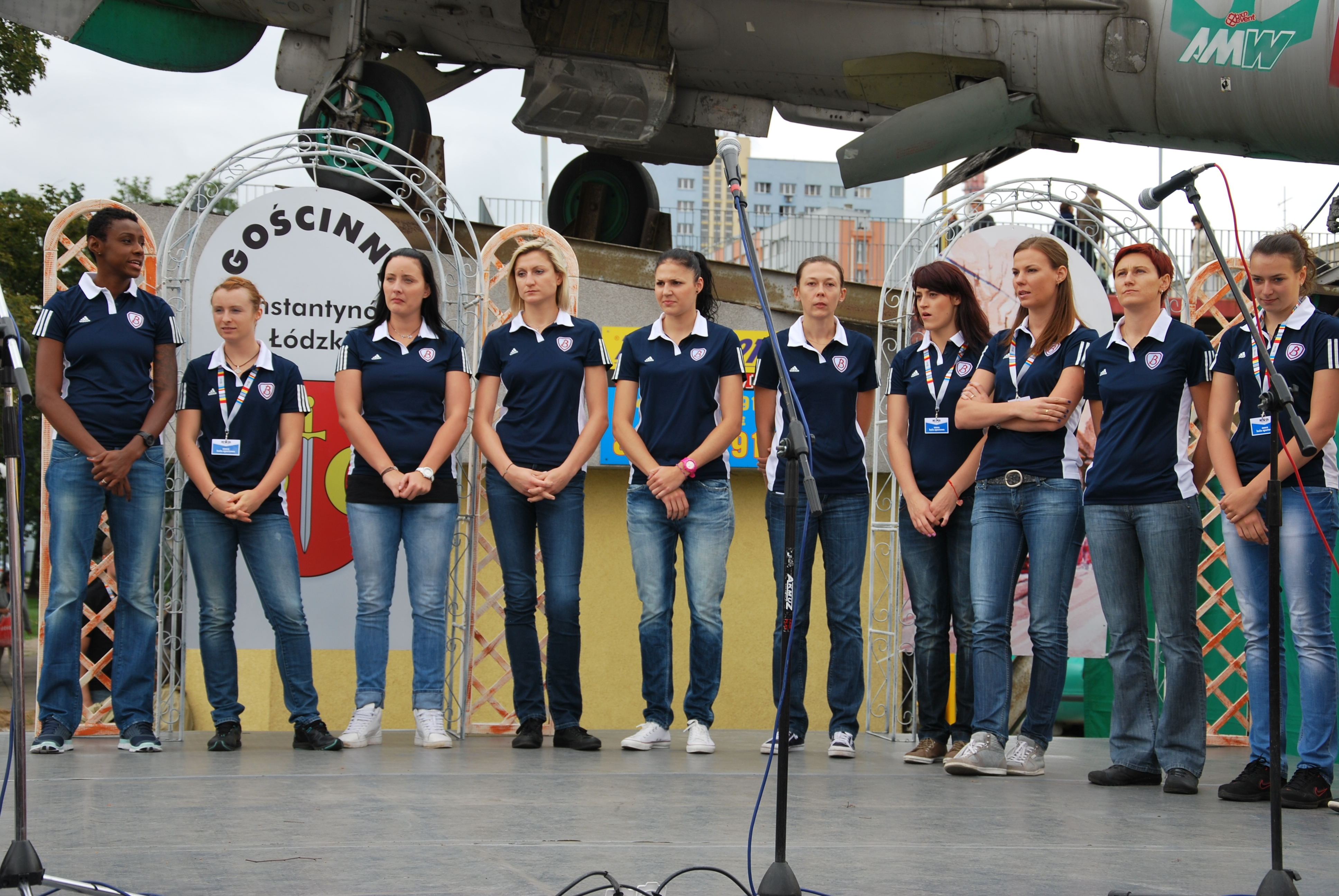
Zawodniczki Budowlanych Łódź w sezonie 2012/2013

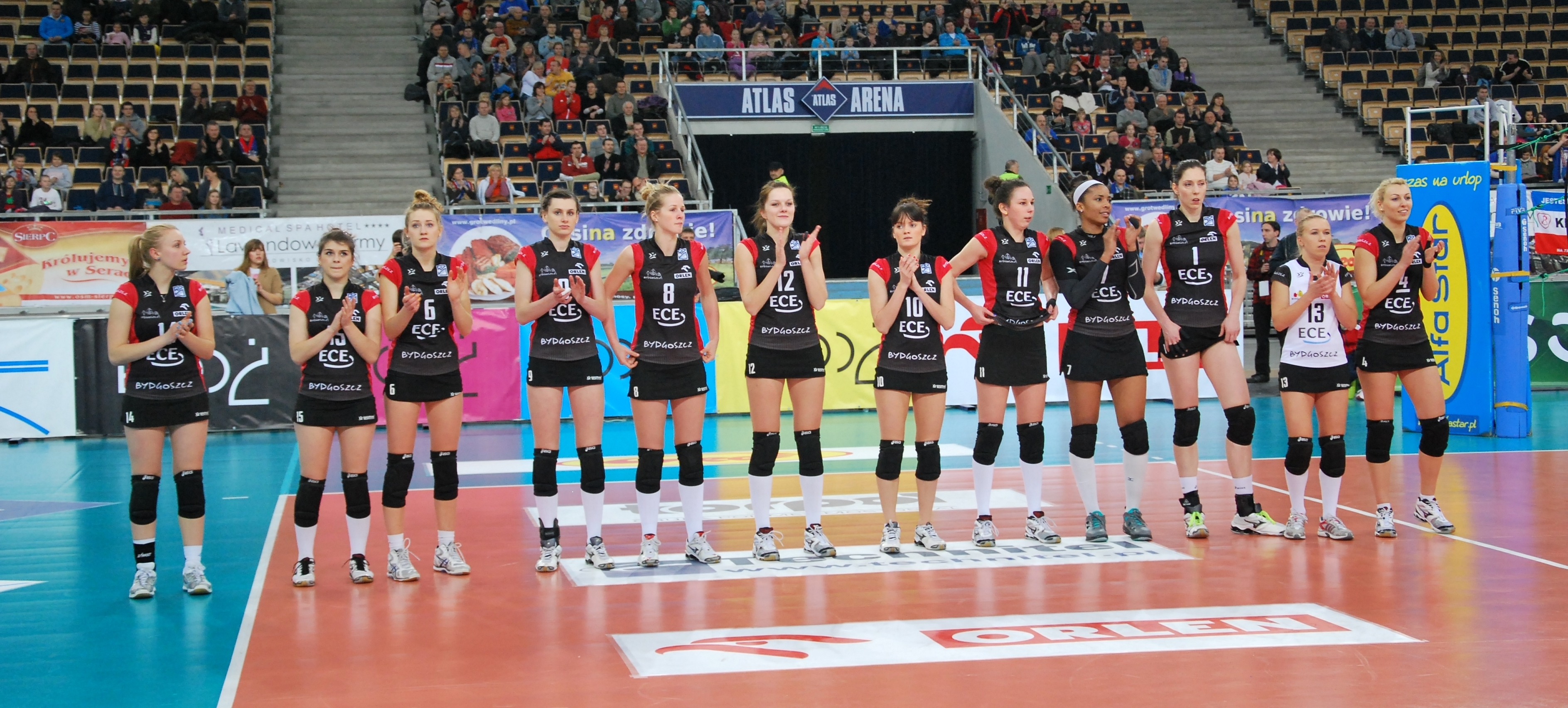
Zawodniczki Pałacu Bydgoszcz w sezonie 2012/2013

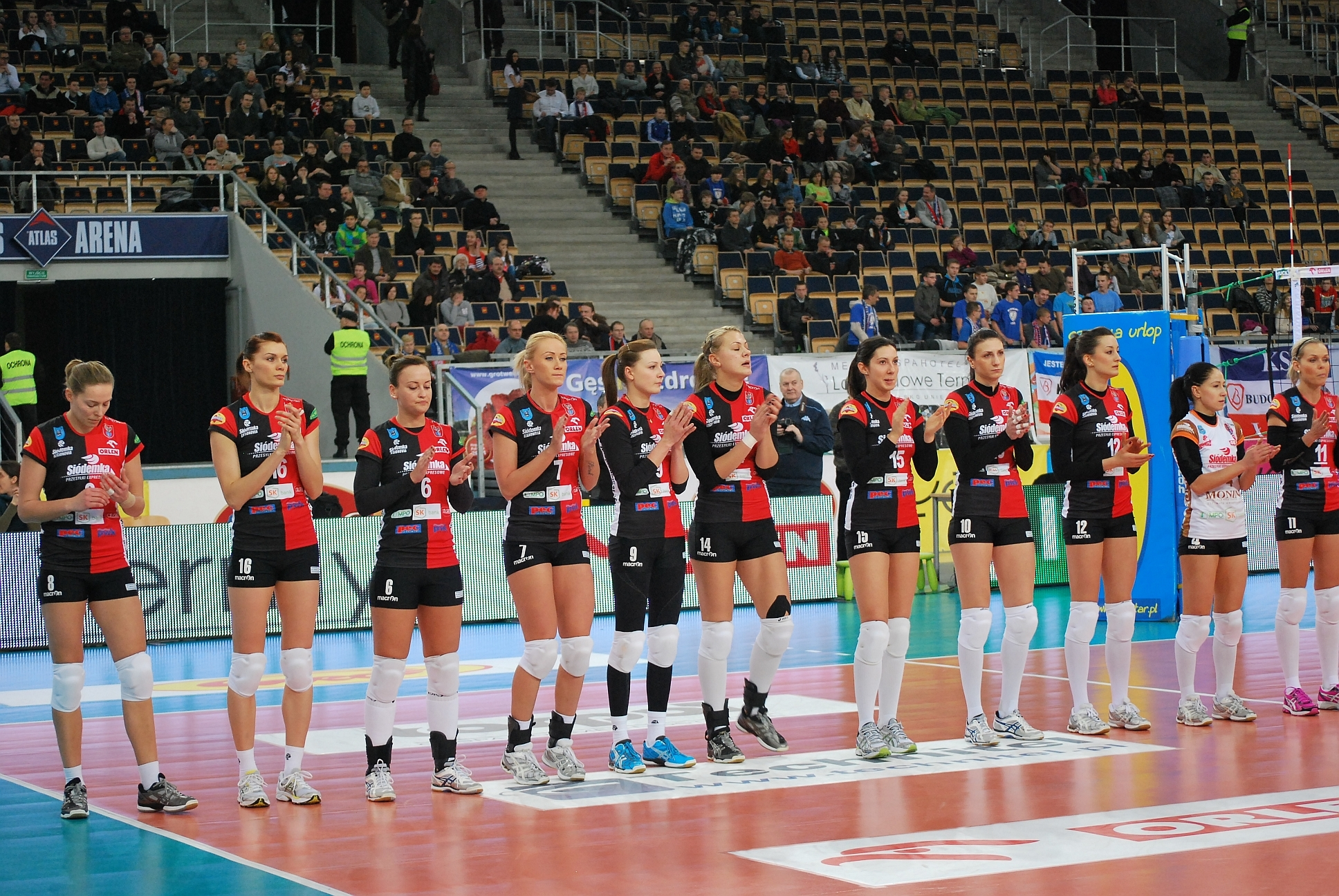
Zawodniczki Legionovii Legionowo w sezonie 2012/2013

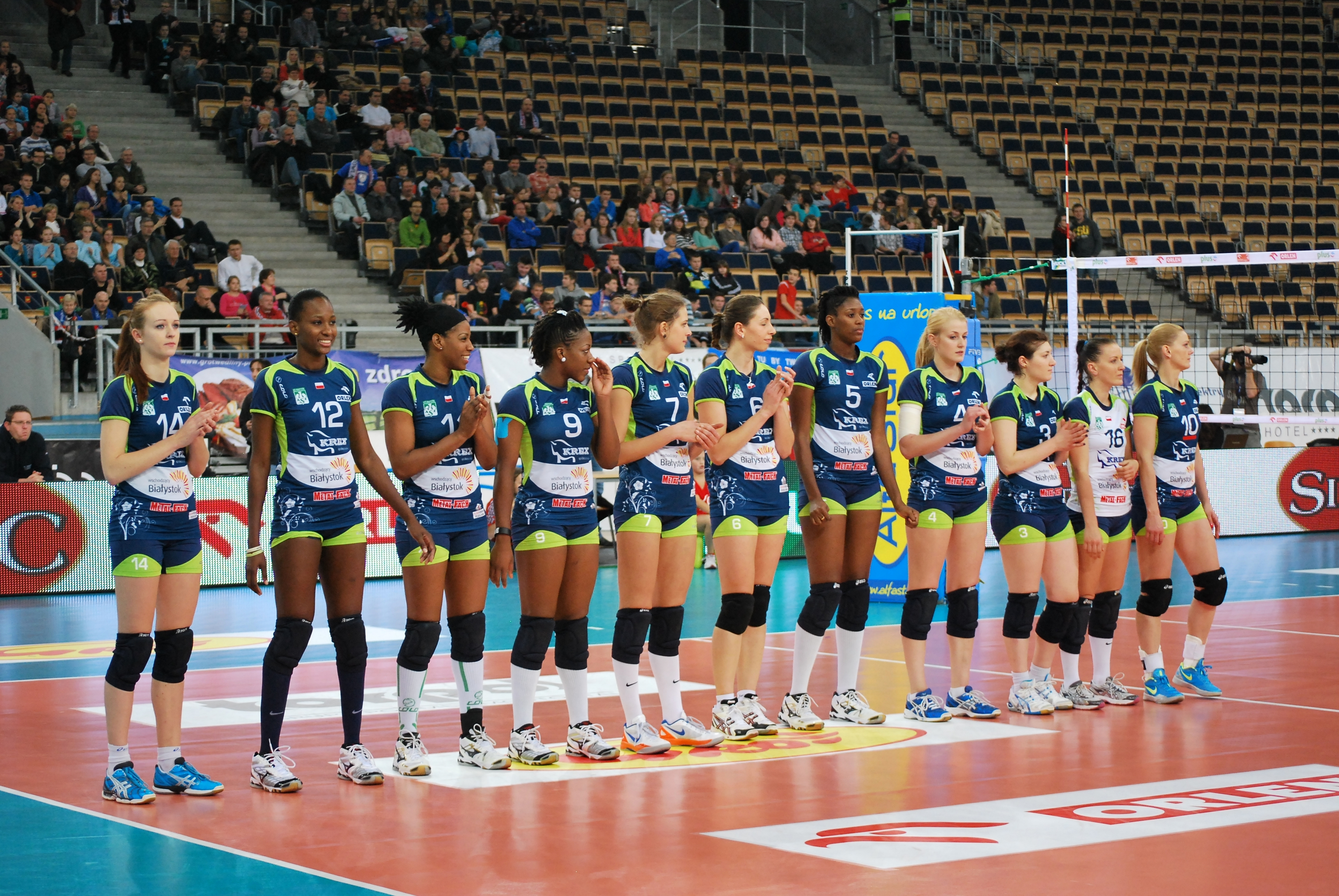
Zawodniczki AZS-u Białystok w sezonie 2012/2013

| Numer | Nazwisko            | Wzrost    | Pozycja      |
| ----- | ------------------- | --------- | ------------ |
| 2     | Mariola Zenik       | 175       | libero       |
| 3     | Érika Coimbra       | 180       | przyjmująca  |
| 4     | Izabela Bełcik      | 185       | rozgrywająca |
| 5     | Dorota Pykosz       | 180       | środkowa     |
| 6     | Anna Podolec        | 193       | przyjmująca  |
| 7     | Julija Szełuchina   | 192       | środkowa     |
| 8     | Dorota Wilk         | 178       | rozgrywająca |
| 9     | Sylwia Wojcieska    | 193       | środkowa     |
| 10    | Anita Kwiatkowska   | 184       | atakująca    |
| 11    | Justyna Łukasik     | 187       | środkowa     |
| 12    | Magdalena Kuziak    | 159       | libero       |
| 13    | Noris Cabrera       | 182       | przyjmująca  |
| 15    | Rachel Rourke       | 192       | przyjmujący  |
| 16    | Klaudia Kaczorowska | 183       | przyjmująca  |
|       | Jerzy Matlak        | I trener  | I trener     |
|       | Adam Grabowski      | II trener | II trener    |

| Numer | Nazwisko                 | Wzrost    | Pozycja      |
| ----- | ------------------------ | --------- | ------------ |
| 1     | Anna Werblińska          | 178       | przyjmująca  |
| 2     | Eleonora Dziękiewicz     | 185       | środkowa     |
| 3     | Dominika Sieradzan       | 181       | atakująca    |
| 6     | Agnieszka Bednarek-Kasza | 185       | środkowa     |
| 8     | Anna Kaczmar             | 181       | rozgrywająca |
| 10    | Sanja Popović            | 186       | atakująca    |
| 11    | Kinga Kasprzak           | 188       | przyjmująca  |
| 13    | Katarzyna Gajgał-Anioł   | 191       | środkowa     |
| 14    | Hélène Rousseaux         | 188       | przyjmująca  |
| 16    | Aleksandra Jagieło       | 180       | przyjmująca  |
| 17    | Paulina Maj              | 166       | libero       |
| 18    | Valentina Serena         | 184       | rozgrywająca |
|       | Bogdan Serwiński         | I trener  | I trener     |
|       | Ryszard Litwin           | II trener | II trener    |

| Numer | Nazwisko                  | Wzrost    | Pozycja      |
| ----- | ------------------------- | --------- | ------------ |
| 1     | Maja Tokarska             | 193       | środkowa     |
| 2     | Charlotte Leys            | 184       | przyjmująca  |
| 3     | Aleksandra Liniarska      | 188       | środkowa     |
| 4     | Joanna Kaczor             | 191       | atakująca    |
| 5     | Milena Stacchiotti        | 185       | środkowa     |
| 6     | Frauke Dirickx            | 186       | rozgrywająca |
| 7     | Natalia Nuszel            | 180       | przyjmująca  |
| 8     | Katarzyna Zaroślińska     | 187       | atakująca    |
| 9     | Joanna Staniucha-Szczurek | 184       | przyjmująca  |
| 10    | Krystyna Strasz           | 165       | libero       |
| 11    | Magdalena Śliwa           | 174       | rozgrywająca |
| 16    | Elżbieta Skowrońska       | 183       | przyjmująca  |
| 17    | Ivana Plchotová           | 192       | środkowa     |
|       | Waldemar Kawka            | I trener  | I trener     |
|       | Leszek Rus                | II trener | II trener    |

| Numer | Nazwisko                   | Wzrost    | Pozycja      |
| ----- | -------------------------- | --------- | ------------ |
| 1     | Milada Bergrová            | 189       | środkowa     |
| 2     | Helena Horká               | 190       | przyjmująca  |
| 3     | Mariola Wojtowicz          | 164       | libero       |
| 4     | Gabriela Wojtowicz         | 199       | środkowa     |
| 5     | Joanna Frąckowiak          | 185       | przyjmująca  |
| 6     | Joanna Wołosz              | 181       | rozgrywająca |
| 7     | Paulina Stroiwąs           | 197       | środkowa     |
| 8     | Monika Czypiruk-Solarewicz | 185       | przyjmująca  |
| 9     | Agata Sawicka              | 181       | libero       |
| 10    | Sylwia Pelc                | 189       | środkowa     |
| 11    | Marta Szymańska            | 178       | rozgrywająca |
| 14    | Ewelina Sieczka            | 182       | przyjmująca  |
| 16    | Elisa Cella                | 186       | przyjmująca  |
| 17    | Joanna Prokop              | 182       | przyjmująca  |
| 18    | Koleta Łyszkiewicz         | 193       | przyjmująca  |
|       | Wiesław Popik              | I trener  | I trener     |
|       | Piotr Matela               | II trener | II trener    |

| Numer | Nazwisko              | Wzrost    | Pozycja      |
| ----- | --------------------- | --------- | ------------ |
| 1     | Kim Staelens          | 182       | rozgrywająca |
| 2     | Katarzyna Mroczkowska | 182       | atakująca    |
| 3     | Wioletta Szkudlarek   | 193       | środkowa     |
| 4     | Katarzyna Konieczna   | 184       | atakująca    |
| 5     | Aleksandra Folta      | 182       | przyjmująca  |
| 7     | Makare Wilson         | 188       | środkowa     |
| 9     | Katarzyna Jaszewska   | 181       | przyjmująca  |
| 10    | Bogumiła Pyziołek     | 180       | przyjmująca  |
| 11    | Dorota Medyńska       | 168       | libero       |
| 12    | Marta Haładyn         | 179       | rozgrywająca |
| 13    | Milena Rosner         | 180       | przyjmująca  |
| 15    | Vesna Đurisić         | 187       | środkowa     |
| 16    | Patrycja Polak        | 182       | przyjmująca  |
| 18    | Maja Ognjenović       | 183       | rozgrywająca |
|       | Tore Aleksandersen    | I trener  | I trener     |
|       | Marek Solarewicz      | II trener | II trener    |

| Numer | Nazwisko              | Wzrost    | Pozycja      |
| ----- | --------------------- | --------- | ------------ |
| 1     | Monika Naczk          | 187       | środkowa     |
| 2     | Joanna Kuligowska     | 180       | przyjmująca  |
| 4     | Emilia Kajzer         | 181       | rozgrywająca |
| 6     | Monika Martałek       | 186       | środkowa     |
| 7     | Tijana Malešević      | 185       | przyjmująca  |
| 8     | Małgorzata Lis        | 185       | środkowa     |
| 9     | Daria Paszek          | 186       | przyjmująca  |
| 10    | Natalia Krawulska     | 179       | przyjmująca  |
| 11    | Katarzyna Wysocka     | 184       | libero       |
| 12    | / Irina Archangielska | 174       | rozgrywająca |
| 14    | Magdalena Wawrzyniak  | 185       | atakująca    |
| 18    | Lucyna Borek          | 167       | libero       |
|       | Mirosław Zawieracz    | I trener  | I trener     |
|       | Dominik Kwapisiewicz  | II trener | II trener    |

| Numer | Nazwisko             | Wzrost   | Pozycja      |
| ----- | -------------------- | -------- | ------------ |
| 1     | Magdalena Piątek     | 182      | atakująca    |
| 3     | Courtney Thompson    | 170      | rozgrywająca |
| 4     | Ewelina Mikołajewska | 182      | przyjmująca  |
| 5     | Dorota Ściurka       | 180      | przyjmująca  |
| 6     | Dominika Golec       | 188      | środkowa     |
| 8     | Marta Wójcik         | 183      | rozgrywająca |
| 10    | Aleksandra Sikorska  | 186      | środkowa     |
| 11    | Sylwia Pycia         | 189      | środkowa     |
| 12    | Aleksandra Kruk      | 182      | przyjmująca  |
| 13    | Paola Ampudia        | 186      | atakująca    |
| 16    | Agata Durajczyk      | 170      | libero       |
|       | Maciej Kosmol        | I trener | I trener     |

| Numer | Nazwisko                | Wzrost    | Pozycja      |
| ----- | ----------------------- | --------- | ------------ |
| 1     | Dominika Schulz         | 196       | środkowa     |
| 3     | Mayvelis Martinez Adlum | 183       | przyjmująca  |
| 4     | Magdalena Mazurek       | 182       | rozgrywająca |
| 5     | Rita Liliom             | 183       | przyjmująca  |
| 6     | Anna Grejman            | 183       | przyjmująca  |
| 7     | Rachael Adams           | 188       | środkowa     |
| 8     | Emilia Mucha            | 185       | przyjmująca  |
| 9     | Paulina Głaz            | 184       | przyjmująca  |
| 10    | Ewelina Krzywicka       | 174       | przyjmująca  |
| 11    | Zuzanna Czyżnielewska   | 185       | atakująca    |
| 12    | Justyna Sosnowska       | 188       | środkowa     |
| 13    | Marta Kuehn-Jarek       | 169       | libero       |
| 14    | Marta Biedziak          | 173       | rozgrywająca |
| 15    | Alicja Walczak          | 168       | libero       |
|       | Rafał Gąsior            | I trener  | I trener     |
|       | Dawid Pawlik            | II trener | II trener    |

| Numer | Nazwisko             | Wzrost    | Pozycja      |
| ----- | -------------------- | --------- | ------------ |
| 2     | Małgorzata Cieśla    | 188       | atakująca    |
| 4     | Magdalena Saad       | 168       | libero       |
| 6     | Barbara Bawoł        | 178       | przyjmująca  |
| 7     | Anna Sołodkowicz     | 183       | przyjmująca  |
| 8     | Małgorzata Skorupa   | 183       | środkowa     |
| 9     | Ilona Gierak         | 182       | przyjmująca  |
| 10    | Natasza Maciejczyk   | 186       | środkowa     |
| 11    | Kinga Bąk            | 177       | rozgrywająca |
| 12    | Iga Chojnacka        | 183       | przyjmująca  |
| 13    | Marta Łukaszewska    | 184       | atakująca    |
| 14    | Kristina Michajlenko | 188       | atakująca    |
| 15    | Gergana Marinowa     | 182       | rozgrywająca |
| 16    | Katarzyna Jóźwicka   | 187       | środkowa     |
| 17    | Karolina Dąbkowska   | 163       | libero       |
| 18    | Marta Siwka          | 167       | libero       |
|       | Wojciech Lalek       | I trener  | I trener     |
|       | Jolanta Studzienna   | II trener | II trener    |

| Numer | Nazwisko            | Wzrost   | Pozycja      |
| ----- | ------------------- | -------- | ------------ |
| 1     | Żaneta Kokoszka     | 184      | przyjmująca  |
| 2     | Marta Kutikow       | 163      | libero       |
| 3     | Ewelina Polak       | 174      | rozgrywająca |
| 4     | Natalia Kurnikowska | 184      | przyjmująca  |
| 7     | Laura Tomsia        | 190      | atakująca    |
| 8     | Anna Łozowska       | 183      | środkowa     |
| 11    | Rheeza Grant        | 182      | przyjmująca  |
| 12    | Krystle Esdelle     | 191      | atakująca    |
| 14    | Sylwia Chmiel       | 185      | przyjmująca  |
| 16    | Angelika Bulbak     | 172      | libero       |
|       | Jacek Malczewski    | I trener | I trener     |

## Transfery
| Atom Trefl Sopot | Atom Trefl Sopot |
| Przychodzą | Odchodzą |
| --- | --- |
| trener Jerzy Matlak Mariola Zenik (Muszynianka Muszyna) Dorota Pykosz (KPSK Stal Mielec) Anna Podolec (Awtodor-Metar Czelabińsk) Anita Kwiatkowska (Budowlani Łódź) Justyna Łukasik (Gedania Gdańsk) Rachel Rourke (Muszynianka Muszyna) Magdalena Kuziak (SMS Sosnowiec) Natalia Gajewska (Gedania Gdańsk) Érika Coimbra (İqtisadçı Baku - AZE) / Julija Szełuchina (Pałac Bydgoszcz) Sylwia Wojcieska (Dinamo Bukareszt - ROU) | trener Alessandro Chiappini (Azerrail Baku - AZE) Katarzyna Konieczna (Impel Wrocław) Alisha Glass (Universal Volley Modena - ITA) Paulina Maj (Muszynianka Muszyna) Klaudia Kaczorowska (BKS Bielsko-Biała) / Margareta Kozuch (Futura Volley Busto Arsizio - ITA) Ewelina Sieczka (BKS Bielsko-Biała) Maja Tokarska (MKS Dąbrowa Górnicza) Corina Ssuschke-Voigt (Lokomotiv Baku - AZE) Magdalena Saad (Lokomotiv Baku - AZE) Eleonora Dziękiewicz (Muszynianka Muszyna) |
| w trakcie sezonu | |
| | trener Jerzy Matlak |

| Bank BPS Muszynianka Fakro Muszyna | Bank BPS Muszynianka Fakro Muszyna |
| Przychodzą | Odchodzą |
| --- | --- |
| Paulina Maj (Trefl Sopot) Dominika Sieradzan (AZS Białystok) Valentina Serena (Volley Bergamo - ITA) Hélène Rousseaux (Budowlani Łódź) Sanja Popović (VK Modřanská Prostějov - CZE) Anna Kaczmar (PTPS Piła) Eleonora Dziękiewicz (Trefl Sopot) Aleksandra Jagieło (Powrót z urlopu macierzyńskiego) | Agnieszka Rabka (urlop macierzyński) Mariola Zenik (Trefl Sopot) Joanna Kaczor (MKS Dąbrowa Górnicza) Milena Radecka (Azerrail Baku - AZE) Debby Stam-Pilon (Azerrail Baku - AZE) Caroline Wensink (Azerrail Baku - AZE) Magdalena Piątek Paulina Biranowska (szuka klubu) Vesna Đurisić (Impel Wrocław) Rachel Rourke (Trefl Sopot) |

| Tauron MKS Dąbrowa Górnicza | Tauron MKS Dąbrowa Górnicza |
| Przychodzą | Odchodzą |
| --- | --- |
| Joanna Staniucha-Szczurek (Powrót z urlopu macierzyńskiego) Joanna Kaczor (Muszynianka Muszyna) Maja Tokarska (Trefl Sopot) Milena Stacchiotti (Acqua Paradiso Busnago - ITA) | Izabela Kowalińska (Chemik Police) Dorota Ściurka (Budowlani Łódź) Małgorzata Lis (PTPS Piła) Natalia Kurnikowska (AZS Białystok) Katarzyna Urban (AZS UE Kraków) |

| BKS Aluprof Bielsko-Biała | BKS Aluprof Bielsko-Biała |
| Przychodzą | Odchodzą |
| --- | --- |
| trener Wiesław Popik (Fart Kielce) Helena Horká (VK Modřanská Prostějov) Milada Bergrová (VK Modřanská Prostějov) Marta Szymańska (KPSK Stal Mielec) Cassidy Lichtman (Volleyball Franches-Montagnes - SUI) Mariola Wojtowicz (KPSK Stal Mielec) Magdalena Matusiak (powrót z wypożyczenia z PLKS Pszczyna Ewelina Sieczka (Trefl Sopot) Paulina Stroiwąs (ZSMS Poznań) Elisa Cella (River Volley Piacenza - ITA) | trener Mariusz Wiktorowicz (Chemik Police) Alexis Crimes (Volley Bergamo) Tamari Miyashiro Klaudia Kaczorowska (Trefl Sopot) Natalia Bamber-Laskowska (urlop macierzyński) Karolina Ciaszkiewicz (urlop macierzyński) Magdalena Banecka (Zawisza Sulechów) Liesbet Vindevoghel (Chieri Volley) |

| Impel Wrocław | Impel Wrocław |
| Przychodzą | Odchodzą |
| --- | --- |
| Kim Staelens (TV Fischbek Hamburg - GER) Patrycja Polak (Pałac Bydgoszcz) Katarzyna Konieczna (Trefl Sopot) Makare Wilson (GSO Villa Cortese) Vesna Đurisić (Muszynianka Muszyna) Wioletta Szkudlarek (PLKS Pszczyna) | Zuzanna Efimienko (Imoco Volley - ITA) Aleksandra Krzos (Chemik Police) Monika Czypiruk-Solarewicz (BKS Bielsko-Biała) Dominika Sobolska (Chemik Police) Marta Sobolska (Datavoc Tongeren) Anna Witczak Ewa Matyjaszek-Matela (AZS UE Kraków) |
| w trakcie sezonu | |
| Maja Ognjenović trener Tore Aleksandersen | Kim Staelens trener Rafał Błaszczyk |

| PTPS Piła | PTPS Piła |
| Przychodzą | Odchodzą |
| --- | --- |
| II trener Dorota Świeniewicz (Trefl Sopot) Tijana Malešević (Volero Zurych) Lucyna Borek (AZS UE Kraków) Marina Katić (Volero Zurych) Magdalena Wawrzyniak (Sparta Warszawa) Małgorzata Lis (MKS Dąbrowa Górnicza) | II trener Dominik Kwapisiewicz (KPS Siedlce) Lecia Brown (VK Baku) Veronika Hudima (Chemik Police) Agnieszka Kosmatka (koniec kariery) Anna Kaczmar (Muszynianka Muszyna) Martyna Tracz |
| w trakcie sezonu | |
| / Irina Archangielska | Marina Katić II trener Dorota Świeniewicz |

| KS Pałac Bydgoszcz                                                                                          | KS Pałac Bydgoszcz                                                                       |
| Przychodzą                                                                                                  | Odchodzą                                                                                 |
| --- | ---------------------------------------------------------------------------------------- |
| Paulina Głaz (Sparta Warszawa) Rita Liliom (KPSK Stal Mielec) Rachael Adams Dominika Schulz (AZS Białystok) | Patrycja Polak (Impel Gwardia Wrocław) / Julija Szełuchina (Atom Sopot) Natalija Zemcowa |

| Budowlani Łódż | Budowlani Łódż |
| Przychodzą | Odchodzą |
| --- | --- |
| Sylwia Pycia (KPSK Stal Mielec) Dorota Ściurka (MKS Dąbrowa Górnicza) Aleksandra Kruk (AZS Białystok) Agata Durajczyk (AZS Białystok) Soraia dos Santos (Acqua Paradiso Busnago - ITA) Courtney Thompson (Lancheras de Cataño) Aleksandra Sikorska (Sparta Warszawa) | Ana Grbac (Azerrail Baku) Luana de Paula (Pays d'Aix Venelles Volley-Ball) Joanna Mirek (Chemik Police) Katarzyna Mróz (Chemik Police) Anita Kwiatkowska (Trefl Sopot) Matea Ikić (IHF Volley Frosinone - ITA) Katarzyna Ciesielska (urlop macierzyński) |
| w trakcie sezonu | |
| Magdalena Piątek (Muszynianka Muszyna) Paola Ampudia (İqtisadçı Baku - AZE) | Katarzyna Bryda Soraia dos Santos |

| AZS Białystok | AZS Białystok |
| Przychodzą | Odchodzą |
| --- | --- |
| Rheeza Grant Natalia Kurnikowska (MKS Dąbrowa Górnicza) Laura Tomsia (KSZO Ostrowiec Św.) Krystle Esdelle (Schweriner SC - GER) Ewelina Polak (Sparta Warszawa) Angelika Bulbak (Sparta Warszawa) Edyta Rzenno (AZS UE Kraków) Sylwia Chmiel (AZS KSZO Ostrowiec Św.) Żaneta Kokoszka | Dominika Sieradzan (Muszynianka Muszyna) Lucie Mühlsteinová (Chemik Police) Jelena Kowalenko (powrót z wypożycznia do Urałoczki Jekaterynburg) Ksienija Sizowa (powrót z wypożycznia do Urałoczki Jekaterynburg) Małgorzata Właszczuk (wyjazd do USA) Aleksandra Kruk (Budowlani Łódż) Agata Durajczyk (Budowlani Łódź) Dominika Schulz (Pałac Bydgoszcz) Małgorzata Cieśla (Legionovia Legionowo) Joanna Szeszko |
| w trakcie sezonu | |
| | Channon Thompson Sinead Jack Ewa Cabajewska Edyta Rzenno |

| Siódemka Legionovia Legionowo | Siódemka Legionovia Legionowo                                                                                    |
| Przychodzą | Odchodzą |
| --- | --- |
| Gergana Marinowa (CSKA Sofia - BGR) Natasza Maciejczyk (Irtyszu Pawłodar - KAZ) Kristina Michajlenko (Minczanka Mińsk - BLR) Małgorzata Cieśla (AZS Białystok) | Małgorzata Plebanek (KPSK Stal Mielec) Justyna Łunkiewicz (Budowlani Toruń) Małgorzata Gogołek (Sparta Warszawa) |
| w trakcie sezonu | |
| Magdalena Saad (Lokomotiv Baku - AZE) | |